# Josep Roca Soler

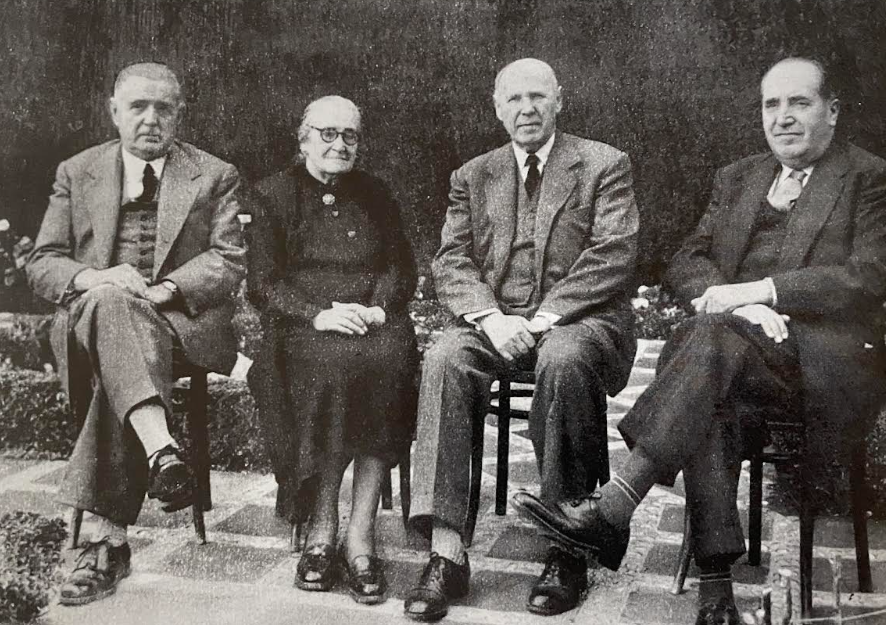
Maties, Àngels, Martí y Josep Roca y Soler

Josep Roca y Soler (Manlleu, 1 de agosto de 1890 - Barcelona, 29 de diciembre de 1978) fue un ingeniero, emprendedor y empresario español, cofundador y gerente de la empresa multinacional Compañía Roca Radiadores S.A.

## Biografía
Hijo de Pere Roca i Jané y María Soler i Serra, propietarios de un pequeño taller que se dedicaba a las reparaciones mecánicas de la industria textil, Josep era el menor de cinco hermanos.
Tras los estudios básicos en el colegio de los Hermanos de la Doctrina Cristiana, Josep, al igual que sus dos hermanos Matías y Martín, trabajó en el taller de su padre com aprendiz. Al fallecer su padre, se hizo cargo junto con sus hermanos Àngela, Martí y Maties de la empresa Talleres Roca e ingresó en la Escuela de Ingenieros de Barcelona en 1911, obteniendo su título de ingeniero superior en 1918. Ese mismo año se incorporó a la gestión de la empresa junto a su hermana Àngela, que llevaba hasta ese momento la contabilidad ella sola.
En 1921, con Josep integrado en la gestión empresarial, comenzaron las negociaciones con empresas internacionales dedicadas a la producción de bañeras y material esmaltado. En ese momento el líder era la empresa estadunidense American Radiator Company, con la que llegó a un acuerdo en 1929, cambiando el nombre de la firma Talleres Roca por Compañía Roca Radiadores S.A., con Josep en la gerencia y sus hermanos en otros puestos de dirección. Previamente se había instalado la fábrica en Gavà en 1926, construida por Isidre Puig Boada.

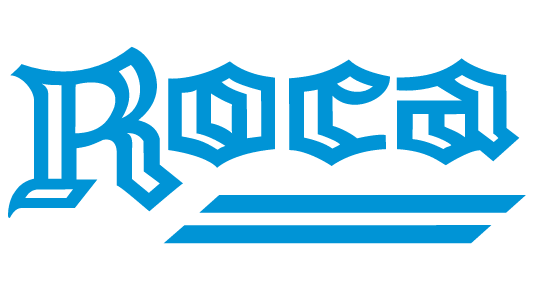
Logo de Roca de 1971 a 2004

El 10 de septiembre de 1936, tuvo que emigrar a Francia y posteriormente a Argentina, volviendo a España una vez acabada la guerra. En 1944, la empresa compró la mayoría de las acciones de la American Radiator Co. En 1953 comenzaron a producir grifería, modernizando la producción para atender la creciente demanda y la ampliación del mercado. En 1960 lideró con su hermano Martí un amplio plan de inversiones para modernizar las fábricas y responder a la incrementada demanda. Ya en los años 1970, 1980 y 1990, se planificó y llevó a cabo la expansión internacional de la empresa bajo la gestión de Antonio Roca Portet, Salvador Gabarró Serra y Jorge Oriol Vilanova (ca). Josep Roca i Soler permaneció como presidente honorario de la empresa hasta su muerte. También fue miembro del consejo de administración del Banco Comercial Transatlántico de 1955 hasta 1978.
Católico, catalanista regionalista y monárquico, buscó potenciar la economía local apoyando financieramente la construcción de la escuela de negocios IESE. Su sobrina Teresa Roca Formosa (ca) fue cofundadora de la Fundación Jaume Bofill. Una hija suya casó con el empresario textil Rafael Pich-Aguilera. El último superviviente de los hermanos Roca Soler falleció en 1978 en Barcelona a la edad de 88 años, dejando viuda - Antònia Vilaseca i Forcada - hijos y nietos. La hoy Roca Corporación Empresarial S.A. sigue siendo uno de los más importantes referentes a nivel internacional del sector de los sanitarios.